# Tonight's the Night...Live
| Recensione | Giudizio |
| ---------- | -------- |
| AllMusic   |          |

Tonight's the Night...Live è un album live degli Steeleye Span, pubblicato dalla Shanachie Records nel 1992. I brani furono registrati dal vivo durante il tour effettuato dal gruppo nel 1991.

## Tracce
1. Tonight's the Night – 3:34 (Steeleye Span)
2. Ca' the Ewes – 4:44 (Robert Burns)
3. Gentleman Soldier – 3:32 (Brano tradizionale, arrangiamenti: Steeleye Span)
4. Tam Lin – 10:46 (Brano tradizionale, arrangiamenti: Steeleye Span)
5. Padstow – 3:25 (Brano tradizionale, arrangiamenti: Steeleye Span)
6. Fighting for Strangers – 5:31 (Peter Knight)
7. White Man – 4:45 (Brano tradizionale, arrangiamenti: Steeleye Span)
8. The Weaver and the Factory Maid – 6:04 (Brano tradizionale, arrangiamenti: Steeleye Span)
9. Ten Long Years – 2:19 (Steeleye Span)
10. Dawn of the Day – 5:25 (Steeleye Span)
11. Cam Ye O'er Frae France – 6:12 (Brano tradizionale, arrangiamenti: Steeleye Span)
12. All Around My Hat – 4:19 (Brano tradizionale, arrangiamenti: Steeleye Span)

## Musicisti
- Maddy Prior - voce
- Bob Johnson - chitarra, voce
- Peter Knight - violino, voce
- Tim Harries - basso, voce
- Liam Genockey - batteria